# Passagerarfartyg
Passagerarfartyg är handelsfartyg främst avsedda för civil persontransport. Många passagerarfartyg tar även fordon. På längre sträckor minskade deras roll när passagerarflygplan blev billigare och vanligare. Däremot är de fortfarande vanliga på kortare sträckor.
Fartyg och båtar med kapacitet för mer än 12 passagerare räknas som passagerarfartyg vad gäller krav på konstruktion, utrustning och bemanning.[källa behövs] Denna gräns är viktig bland annat för charterbåtar och lastfartyg, för vilka kraven är lägre.[källa behövs]
Passagerarfartyg inkluderar färjor, vilket är fartyg för passagerare och fordon på kortare linjesträckor över dagen eller med en övernattning; kryssningsfärjor som vanligtvis transporterar passagerare eller passagerare och last, på längre linjeresor; och kryssningsfartyg som ofta transporterar passagerare på tur- och returresor, där själva resan och attraktionerna i fartyget och hamnarna är den främsta dragningskraften.